# Lodovico Locatelli
Lodovico Locatelli, né à Bergame en 1600 et mort à Gênes en 1657 est un scientifique italien de la Renaissance.

## Biographie
Né à Bergame, il se fit une grande réputation à Milan, dans le 17e siècle, comme médecin-chimiste, et donna son nom à un baume dont on trouve la composition dans son ouvrage, page 204. Il parcourut toute l’Italie ; et il avait formé le projet de visiter la France et l’Allemagne, pour voir opérer les médecins-chimistes de cette époque, lorsque la guerre vint y mettre obstacle. Appelé à Gênes pour y traiter une maladie contagieuse qui faisait de grands ravages, il obtint d’abord beaucoup de succès ; mais il ne put en éviter les atteintes, et il y succomba en 1657, étant encore à la fleur de son âge. Il a laissé : Theatrum arcanorum chymicorum, sive De arte chemico-medica tractatus exquisitissimus, Francfort, 1636, in-8° ; traduit en italien sous le titre de Teatro d’arcani del medico L. Locatelli, Venise, 1644, 1667, in-8°. Locatelli fit également paraître un traité sur la peste, publié à Venise.